# Serhi Priimak
Serhi Priimak –en ucraniano, Сергій Приймак; en ruso, Сергей Приймак, Serguéi Priimak– (25 de diciembre de 1957) es un deportista ucraniano que compitió para la Unión Soviética en vela en la clase Tornado. Ganó una medalla de plata en el Campeonato Europeo de Tornado de 1990.

## Palmarés internacional
| \| Campeonato Europeo \| Campeonato Europeo \| Campeonato Europeo \| Campeonato Europeo \| \| Año \| Lugar \| Medalla \| Clase \| \| ------------------ \| ---------------------- \| ------------------ \| ------------------ \| \| 1990 \| Breitenbrunn (Austria) \| Medalla de plata \| Tornado \| |                        |                  |         |
| Campeonato Europeo |                        |                  |         |
| Año | Lugar                  | Medalla          | Clase   |
| 1990 | Breitenbrunn (Austria) | Medalla de plata | Tornado |